# Hjalte Bo Nørregaard
Hjalte Bo Nørregaard (* 8. April 1981 in Kopenhagen) ist ein ehemaliger dänischer Fußballspieler, der auch sieben Länderspiele für die Nationalmannschaft bestritt.

## Karriere

### Verein
Hjalte Bo Nørregaard begann seine Karriere beim Kjøbenhavns Boldklub, ehe er 1999 in die erste Mannschaft des FC Kopenhagen hochgezogen wurde. Ein Jahr zuvor wurde er als bester U-19-Jugendspieler mit dem Arlas Talentpris ausgezeichnet. Nachdem er in seiner ersten Saison nur auf sieben Einsätze gekommen war, bestritt er in den nächsten zwei Jahren kein einziges Ligaspiel. Erst in der Saison 2002/2003 kam er wieder zum Einsatz, in dieser Saison bestritt er 18 Ligaspiele, größtenteils als Einwechselspieler und erzielte dabei zwei Tore. Am 18. Juni erzielte er das wohl wichtigste Tor seines Lebens. Im Brøndby Stadion gegen Brøndby IF erzielte er in der 93. Minute das entscheidende 1:0-Siegtor. Seitdem wird das Stadion von den Kopenhagen Fans "Hjalte Park" genannt. Durch dieses Tor sicherte sich der FC Kopenhagen die Dänische Superliga 2002/03. In der darauf folgenden Saison absolvierte er alle 32 Ligaspiele (zwei Tore) und schaffte es mit seiner Mannschaft den Titel zu verteidigen und somit die Dänische Superliga 2003/04 zu gewinnen. Zudem gewann der FC in dieser Saison auch das Finale um den dänischen Fußballpokal. Im Endspiel gewann man gegen Aalborg BK durch das Tor von Morten Bisgaard in der 28. Minute mit 1:0. Nørregaard bekam die Auszeichnung als kämpferischster Spieler des Turniers. Während der Saison 2004/05 erzielte er sieben Saisontore und unterstrich damit seinen Anspruch auf einen Stammplatz. Aufgrund seiner guten Leistungen wurde er von den Fans des FC Kopenhagen zum Spieler des Jahres gewählt.
Im Juli 2005 wechselte Nørregaard ablösefrei zum niederländischen Verein SC Heerenveen. Doch sein Aufenthalt in Heerenveen war nicht von Erfolg gekrönt, Trainer Gertjan Verbeek hatte sich vom zentralen Mittelfeldspieler viel mehr Torgefahr erhofft, in nur sechzehn Spielen erzielte er aber nur zwei Tore, am 13. Spieltag gegen RBC Roosendaal und am 26. Spieltag gegen NAC Breda.
Aus diesem Grund wechselte der Mittelfeldspieler 2006 wieder zurück zum FC Kopenhagen. Mit seinem Klub konnte er sich für die Gruppenphase der UEFA Champions League 2006/07 qualifizieren. Dort wurde man in eine Gruppe mit Celtic Glasgow, Benfica Lissabon und Manchester United gelost. In der Champions League war der FC Kopenhagen zuhause eine Macht. Gegen Lissabon erreichte man ein 0:0, gegen Manchester schaffte man mit einem 1:0-Sieg durch das Tor von Marcus Allbäck eine Sensation und Celtic wurde mit 3:1 nach Hause geschickt. Allerdings gingen alle drei Auswärtsspiele verloren. Am Ende verpasste Kopenhagen aufgrund der schlechteren Tordifferenz im Vergleich zu Benfica knapp den Einzug in den UEFA-Pokal. Neben dem recht guten Abschneiden in der Champions League kam der Gewinn der Dänischen Superliga 2006/07 dazu. In der Qualifikation für die UEFA Champions League 2007/08 schaltete man in der zweiten Runde Beitar Jerusalem aus, scheiterte in der dritten Runde wiederum an Benfica Lissabon. Daraufhin qualifizierte der FC sich für die Gruppenphase des UEFA-Pokals. In einer Gruppe mit Lokomotive Moskau, Atlético Madrid, FC Aberdeen und Panathinaikos Athen erreichte man nur den dritten Platz und schied gemeinsam mit Lok. Moskau aus. In dieser Saison erzielte Nørregaard in 27 Spielen drei Tore. Die Dänische Superliga 2007/08 musste man an Aalborg BK abgeben und erreichte nur einen enttäuschenden dritten Platz, somit spielte Kopenhagen nur im UEFA-Pokal 2008/09. In der 1. Runde erzielte Nørregaard beim 4:0-Auswärtssieg bei Cliftonville FC sein erstes Tor und bisher einziges Tor in einem europäischen Wettbewerb. Dieses Mal schaffte es der Verein ins Sechzehntelfinale und musste gegen Manchester City antreten. Das Hinspiel im Parken endete 2:2, das Spiel im City of Manchester Stadium ging mit 1:2 verloren. Doch die Dänische Superliga 2008/09 ging dann wieder an Kopenhagen. Allerdings erzielte Nørregaard nur ein einziges Saisontor. Am Ende der Saison wurde er von Fans zum zweiten Mal zum Spieler des Jahres gewählt. Zur Saison 2009/10 wurde er von Trainer Ståle Solbakken zum Kapitän befördert.
Nachdem Kopenhagen in den Playoffs für die UEFA Champions League 2009/10 an APOEL Nikosia gescheitert war, erreichte man in der Gruppenphase mit PSV Eindhoven, CFR Cluj und Sparta Prag in der Gruppe den zweiten Platz und zog somit in die nächste Runde ein. In der nächsten Runde war dann nach zwei 1:3-Niederlagen gegen Olympique Marseille Schluss. Durch den Gewinn der dänischen Superliga 2009/10 und Siegen in den Qualifikationsspielen gegen BATE Baryssau und Rosenborg Trondheim erreichte der Verein seit der Saison 2006/07 mal wieder die Gruppenphase der UEFA Champions League 2010/11. In der Gruppe mit dem FC Barcelona, Rubin Kasan und Panathinaikos Athen erreichte überraschend den zweiten Platz und zog somit ins Achtelfinale. Allerdings kam Nørregaard nur in zwei Partien zum Einsatz und auch in der Liga brachte er es nur auf Einsätze.
In der Winterpause der Saison 2010/11 verließ Nørregaard den FC Kopenhagen und wechselte in die Viasat Sport Division und schloss sich Aarhus GF an, wo er einen Dreieinhalbjahresvertrag unterschrieb. Mit dem Ostjüten gelang ihm ein halbes Jahr später der Aufstieg in die dänische Superliga.
Nachdem er 2014 den Verein verlassen hatte, spielte er noch kurz für zwei Vereine der zweiten Liga und beendete 2015 seine Karriere.

### Nationalmannschaft
Zwischen 1997 und 1998 bestritt Nørregaard sechzehn Länderspiele für die U-16-Nationalmannschaft, das erste am 3. September 1997 beim 1:1-Unentschieden gegen die tschechische Auswahl. Sein einziges Tor für die U-16 gelang ihm am 12. März 1998 gegen Schottland. Bei der U-19-Dänemarks gelangen ihm in zehn Spielen drei Tore, davon zwei am 21. Oktober 1999 beim 5:0-Sieg über Litauen. Nach einem Spiel für die U-20 und zwei Spielen für die U-21-Nationalmannschaft, bestritt zwischen dem 20. und 27. Januar seine ersten drei A-Länderspiele. Allerdings waren die Freundschaftsspiele gegen Honduras, El Salvador und gegen die USA alles inoffizielle Länderspiele. Am 19. November 2008 durfte er schließlich sein erstes offizielles A-Länderspiel bestreiten. Bei der 0:1-Niederlage gegen Wales in Brøndby spielte er die kompletten 90 Minuten. Siegtorschütze für Wales war Craig Bellamy. Erst am 12. August 2009 absolvierte er sein zweites Länderspiel. Bei der 1:2-Niederlage gegen Chile wurde er in der 79. Minute für Jon Dahl Tomasson eingewechselt. Am 5. und 9. September kam er im Rahmen der WM-Qualifikation 2010 gegen Albanien und Portugal zum Einsatz.

## Titel und Erfolge
FC Kopenhagen
- Superliga: 2002/03, 2003/04, 2006/07, 2008/09 & 2009/10
- Dänischer Fußballpokal: 2003/04 & 2008/09

Individuell
- "Arlas Talentpris" als bester U-19-Jugendspieler: 1999
- "FC Kopenhagen Spieler des Jahres": 2005, 2009
- Aufnahme in die Hall of Fame des FC Kopenhagen 2006
- "Danish Cup Fighter": 2004